# Orstom
Orstom – rodzaj pająków z infrarzędu ptaszników i rodziny Barychelidae. Obejmuje 6 opisanych gatunków. Zamieszkują Nową Kaledonię.

## Morfologia
Pająki te osiągają od 14 do 26 mm długości ciała. Karapaks jest w ogólnym zarysie jajowaty, u samic gwałtownie zwężony za jamkami, u samców krótszy niż u samic. Owłosienie karapaksu samicy jest jasne i jednolite, u samca zaś skąpe. Część głowowa jest niska. Jamki są szerokie, u samca odchylone, u samicy odchylone do U-kształtnych. Ośmioro oczu umieszczonych jest na wyraźnie wyniesionym wspólnym wzgórku. Rozmieszczone są na planie nieco szerszego niż dłuższego prostokąta. Nadustek nie występuje. Szczękoczułki są tęgiej budowy, szerokie, o silnych i gładkich pazurach jadowych. Rastellum ma formę kilku kolców lub brak go zupełnie. Bruzda szczękoczułka ma liczne silne zęby na krawędzi przedniej oraz pasmo pośrodkowych ząbków lub ziarenek ciągnących się przez nasadową jej połowę. Duże szczęki mają krótki i szeroki płat przedni oraz bardzo liczne kuspule w kątach wewnętrznych. Średnice kuspuli dochodzą do około 30 μm. Duża, pozbawiona kuspuli warga dolna oddzielona jest szeroką i gładką bruzdą od sercowatego, znacznie dłuższego niż szerokiego sternum, na którym to widnieją duże, owalne punkty przyczepów mięśni (sigillae). Odnóża są przysadziste i kolczaste. Stopy mają duże przypazurkowe kępki włosków. Pazurki samicy mają po jednym, a samców po dwóch szeregach ząbków. Opistosoma (odwłok) ma wierzch brązowy z jasnym wzorem, spód zaś jednobarwnie brązowy. Występują dwie pary dużych kądziołków przędnych – tylno-środkowa i mająca kopulasto sklepiony segment szczytowy tylno-boczna. Genitalia samicy mają dwie spermateki o szerokich płatach nasadowych, węższych płatach przednich i osadzonych grzbietowo płatach bocznych. Nogogłaszczki samca mają krótki bulbus o gruszkowatym kształcie zaopatrzony w krótki, poskręcany embolus z kilem.

## Zachowanie i występowanie
Pająki te należą do drapieżników polujących z ukrycia. W glebie lub butwiejących pniach paproci drzewiastych budują krótkie, nierozgałęzione, faliste w przebiegu norki. Jedyne wejście do norki zamknięte jest cienkim, pergaminowym wieczkiem z zawiasem zlokalizowanym po górnej stronie. Przy wejściu znajduje się szeroki kołnierz. Do kołnierza i wieczka często przyczepione są liście.
Rodzaj ten występuje endemicznie w północnej części Nowej Kaledonii od Mandjélia na północy po Col des Rousettes na południu. Zasiedla wyłącznie lasy deszczowe. Spotykany jest głównie w górach, w tym na Mont Aoupinié oraz na Mont Panié, gdzie osiąga rzędne 1600 m n.p.m.

## Taksonomia
Rodzaj ten wprowadzony został w 1994 roku przez Roberta Ravena. Nazwę nadano mu z okazji 50-lecia francuskiej organizacji naukowej ORSTOM, odpowiedzialnej m.in. za liczne ekspedycje arachnologiczne na Nową Kaledonię. Gatunkiem typowym wyznaczył on opisanego w tej samej publikacji we współpracy z Tracey Churchill Orstom chazeaui.  Do rodzaju zalicza się 6 opisanych gatunków:
- Orstom aoupinie Raven, 1994
- Orstom chazeaui Raven & Churchill, 1994
- Orstom hydratemei Raven & Churchill, 1994
- Orstom macmillani Raven, 1994
- Orstom tropicus Raven, 1994
- Orstom undecimatus Raven, 1994